# Rjúpnabrekkujökull
Rjúpnabrekkujökull är en glaciär i republiken Island. Den ligger i regionen Norðurland eystra, 220 km öster om huvudstaden Reykjavík.
Trakten runt Rjúpnabrekkujökull är nära nog obefolkad, med mindre än två invånare per kvadratkilometer. Det finns inga samhällen i närheten. Trakten runt Rjúpnabrekkujökull är permanent täckt av is och snö.